# Heitor Pereira
Heitor Teixeira Pereira (Río Grande, 29 de noviembre de 1960) es un compositor brasileño. Empezó su trayectoria en Brasil, donde fue conocido como guitarrista y compositor de jazz y samba. Tocó con músicos como Ivan Lins y Lani Hall.  
En 1988 pasó a formar parte del grupo Simply Red y permaneció hasta 1996 como guitarrista del grupo. En 1994, lanzó un álbum en solitario llamado Heitor con la participación de algunos músicos de su antigua banda. Actualmente vive en California y trabaja con Hans Zimmer produciendo bandas sonoras para el cine.